# Katarzyna Furmanek
Katarzyna Furmanek (* 19. Februar 1996) ist eine polnische Leichtathletin, die sich auf den Hammerwurf spezialisiert haben.

## Sportliche Laufbahn
Erstmals bei einem internationalen Großereignis trat Katarzyna Furmanek 2013 bei den Jugendweltmeisterschaften in Donezk an, bei denen sie mit 66,64 m den sechsten Platz belegte. Anschließend schied sie bei den Junioreneuropameisterschaften in Rieti mit 57,34 m in der Qualifikation aus. Im Jahr darauf erreichte sie bei den Juniorenweltmeisterschaften in Eugene mit einer Weite von 61,93 m den siebten Platz, ehe sie 2015 bei den Junioreneuropameisterschaften im schwedischen Eskilstuna mit 63,80 m die Bronzemedaille gewann. 2017 gelangte sie bei den U23-Europameisterschaften in Bydgoszcz mit 66,45 m auf den sechsten Platz und 2019 gewann sie bei der Sommer-Universiade in Neapel mit 69,68 m die Bronzemedaille hinter der Ukrainerin Iryna Klymez und ihrer Landsfrau Malwina Kopron. 2022 schied sie bei den Europameisterschaften in München mit 67,62 m in der Vorrunde aus und 2024 wurde sie bei den Europameisterschaften in Rom mit 67,50 m Elfte.
2020 wurde Furmanek polnische Meisterin im Hammerwurf.